# علامة الأنف المشع

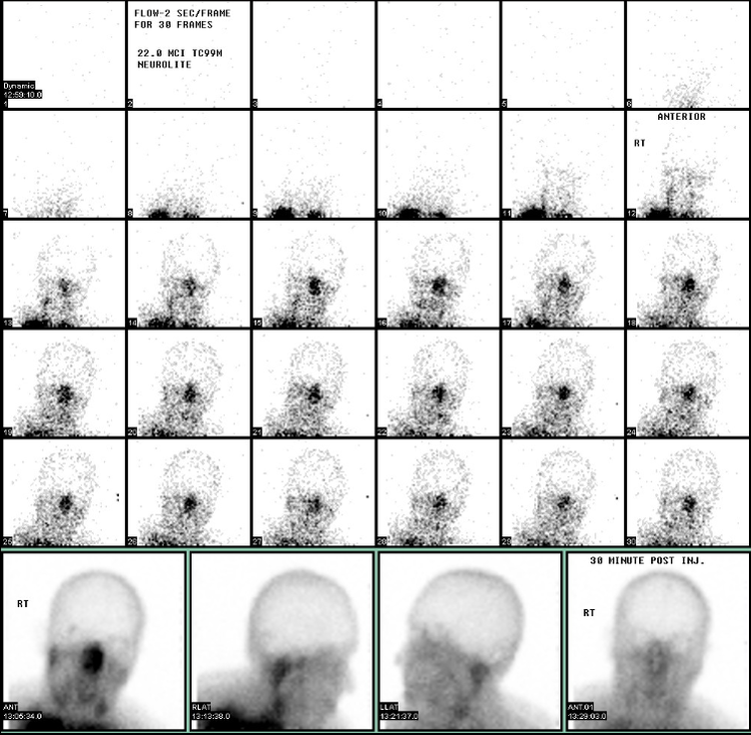
تصوير بالنوكليد المشع يُظهر غياب التدفق الدموي داخل القحف، وتظهر علانمة الأنف المُشِع

علامة الأنف المُشِع (بالإنجليزية: Hot nose sign)‏ هي علامةٌ طبية تُشير إلى زيادة التروية الدموية في منطقة الأنف أثناء إجراء دراسات التروية الدماغية للطب النووي في تحديد الموت الدماغي. يُعتقد أنَّ غياب أو انخفاض التدفق في الشرايين السباتية الباطنة يُؤدي إلى زيادة التدفق داخل الشرايين السباتية الظاهرة وبالتالي زيادة التروية في منطقة الأنف.